# Epacrophis
Epacrophis är ett släkte i familjen äkta blindormar (Leptotyphlopidae). Tillhörande arter ingick fram till 2009 i släktet Leptotyphlops.
Dessa ormar är med en längd upp till 75 cm små och smala. De förekommer i östra Afrika och har ett underjordiskt levnadssätt. Arterna äter termiter och honor lägger så vid känt ägg. Beroende på art är kroppsfärgen rosa eller mörk på ovansida och ljus på undersidan. Vid svansens slut finns en tagg. Exemplaren lever i låglandet och i bergstrakter upp till 1400 meter över havet. IUCN listar alla arter med kunskapsbrist (DD).
Släktet utgörs av tre arter:
- Epacrophis boulengeri
- Epacrophis drewesi
- Epacrophis reticulatus